# Benifons
Benifons (Benifonts en catalán ribagorzano) es una localidad española perteneciente al municipio de Montanuy, en la Ribagorza, provincia de Huesca, Aragón. Se encuentra en el valle del Baliera.

## Historia
Benifons tuvo ayuntamiento propio hasta el año 1857.

## Monumentos
- Ruinas de la ermita de San Pedro Mártir, obra románica del siglo XII.[3]

## Festividades
- 29 de septiembre en honor a San Miguel.[2]
- 2 de febrero en honor a la Candelaria.[2]